# Pentti Kahma
Pentti Aatos Kahma (ur. 3 grudnia 1943 w Alavieska) – fiński lekkoatleta, który specjalizował się w rzucie dyskiem.
Dwukrotny uczestnik igrzysk olimpijskich: Monachium 1972 i Montreal 1976. W 1974 roku zdobył złoty medal podczas mistrzostw Europy. Jedenastokrotny rekordzista Finlandii, wielokrotny medalista mistrzostw Finlandii, reprezentant kraju m.in. w pucharze Europy i meczach międzypaństwowych. Rekord życiowy: 66,82 (25 maja 1975, Modesto).
Jego starszy brat Markus Kahma był dziesięcioboistą i olimpijczykiem

## Osiągnięcia
| Rok  | Impreza                 | Miejsce   | Pozycja    | Wynik |
| ---- | ----------------------- | --------- | ---------- | ----- |
| 1971 | Mistrzostwa Europy      | Helsinki  | 6. miejsce | 60,64 |
| 1972 | Igrzyska olimpijskie    | Monachium | 9. miejsce | 59,66 |
| 1973 | Półfinał pucharu Europy | Celje     | 1. miejsce | 64,92 |
| 1974 | Mistrzostwa Europy      | Rzym      | 1. miejsce | 63,62 |
| 1975 | Półfinał pucharu Europy | Lipsk     | 1. miejsce | 63,96 |
| 1975 | Finał pucharu Europy    | Nicea     | 2. miejsce | 62,70 |
| 1976 | Igrzyska olimpijskie    | Montreal  | 6. miejsce | 63,12 |